# Tela de altar de Bacton
La Tela de altar de Bacton es una prenda del siglo XVI que se considera el único vestido sobreviviente de la Reina Isabel I. El paño, bordado en un elaborado diseño floral y hecho con tejido de plata, es una importante reliquia de la moda y el comercio de lujo de los Tudor, conteniendo tintes de lugares tan lejanos como la India y México. Fue redescubierto en 2015 en la Iglesia de Santa Fe en Bacton, Herefordshire, donde había sido usado como una tela de altar durante siglos. Después de varios años de conservación y restauración, la prenda será exhibida al público en 2019 y 2020 junto con el Retrato Arcoíris.

## Descripción

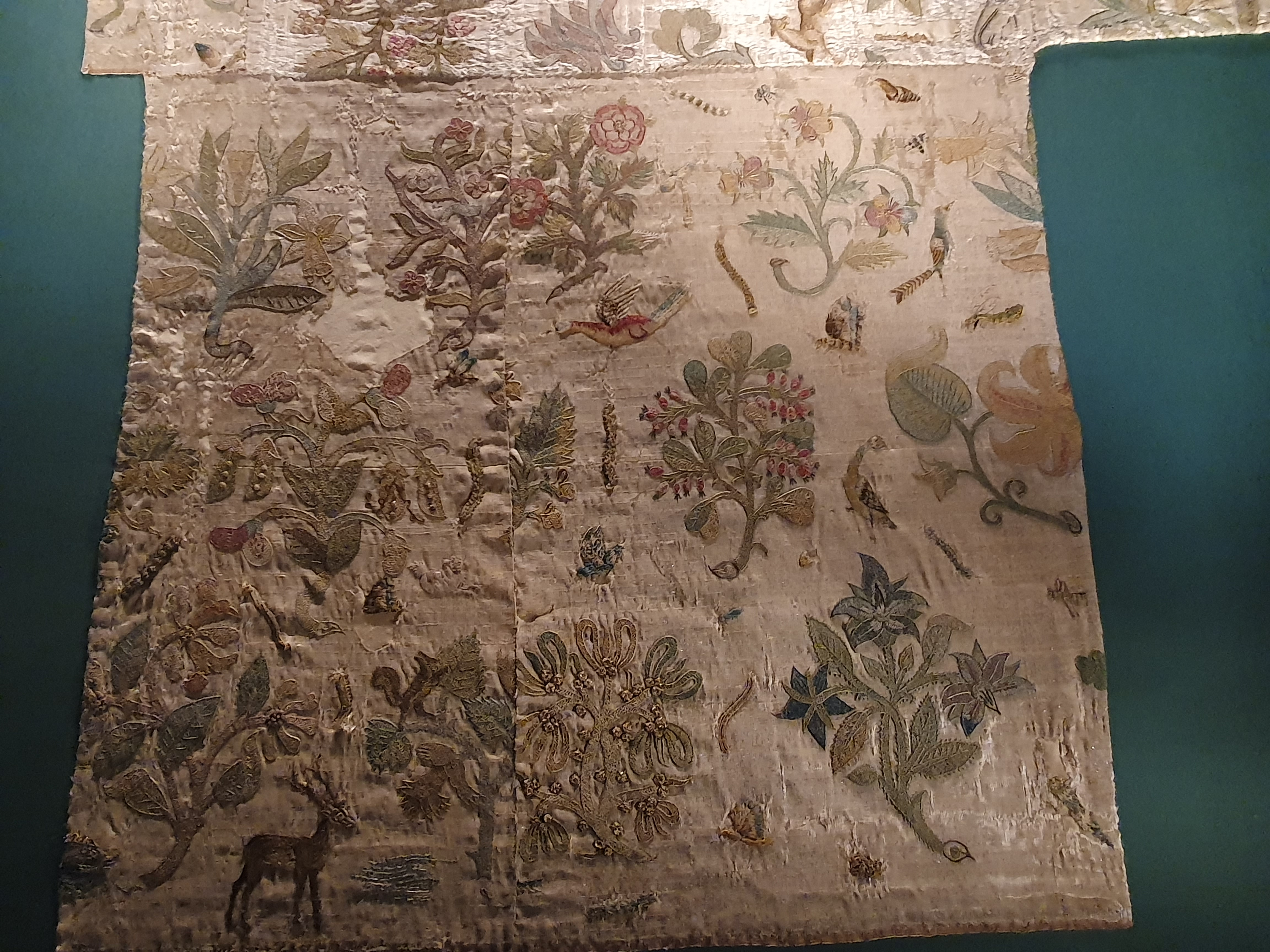
Vista con más detalle del intricado bordado del vestido real, convertido en tela de altar.

La prenda está hecha de seda color crema y tela italiana de plata. La tela de plata estaba, según la Ley suntuaria, reservada para los miembros de la familia real, lo que fue una pista temprana de su origen. Estaba elaboradamente bordado con coloridas flores y vegetación en seda, hilo de plata y oro, que incluía orugas y ciervos. Inusualmente, el bordado fue cosido directamente sobre la tela, lo que indica una mano de obra experta y, por lo tanto, un propietario de élite. El tinte utilizado en el hilo de bordar incluía rojo cochinilla de México, evidencia del comercio temprano de América del Norte, así como el azul índigo de la India comercializado a través de Portugal.

## Historia del vestido

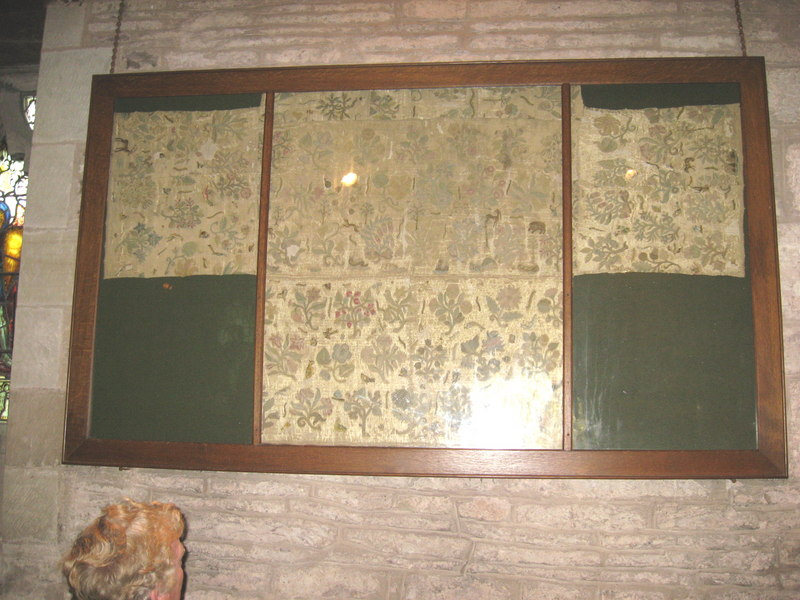
Tela de altar de Bacton en exhibición en 2007 en la Iglesia de Santa Fe, Bacton.

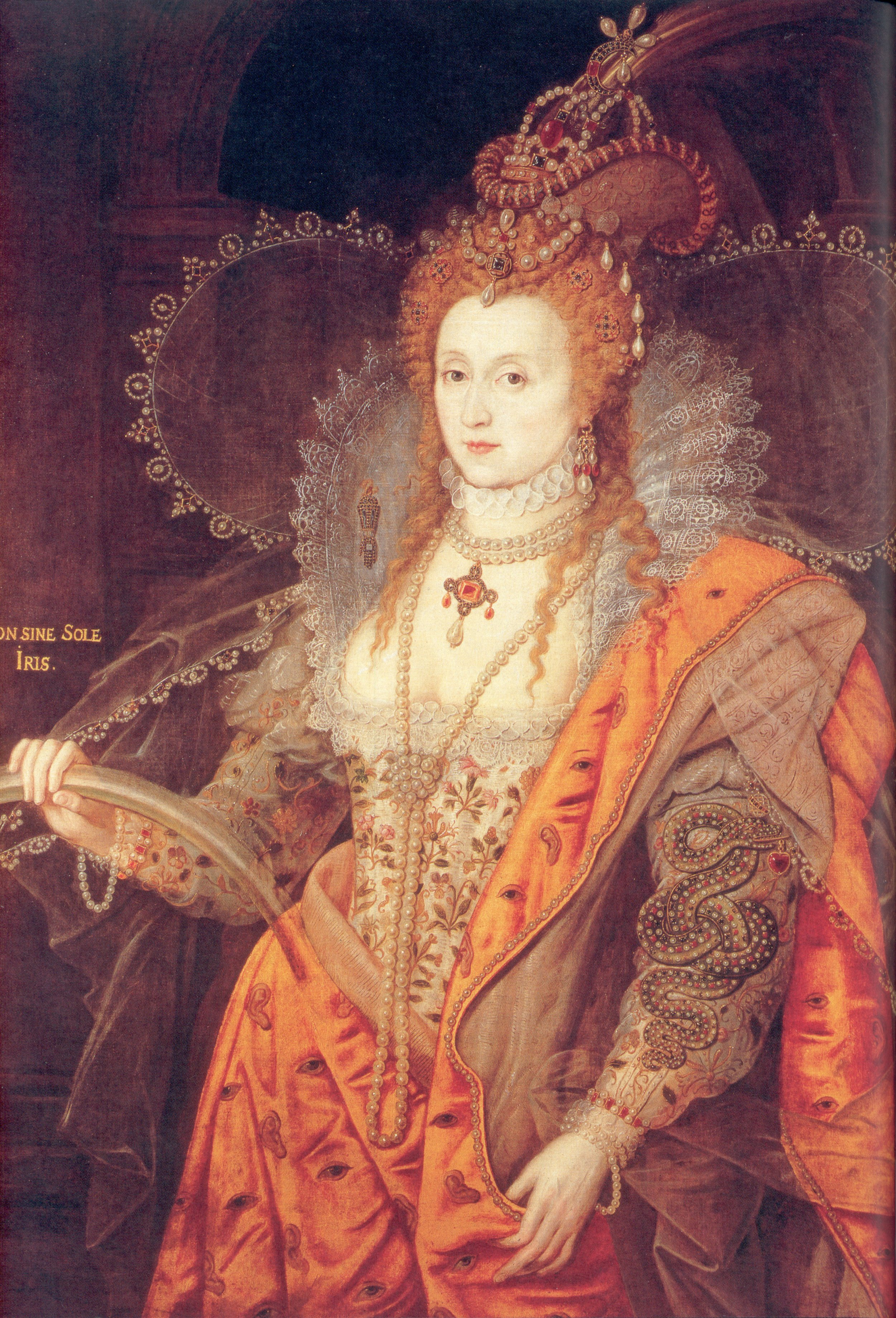
Isabel I de Inglaterra, lleva un vestido muy similar en su Retrato Arcoíris.

El vestido data de finales de la vida de la reina Isabel I, cuando tenía casi 70 años. Es muy similar al vestido que aparece en su Retrato Arcoíris. El estilo del bordado floral sitúa el vestido directamente en la década de 1590, ya que cualquier cosa de años posteriores habría presentado más detalles en forma de rollo en los tallos y enredaderas, en línea con las primeras tendencias de los Estuardo; además, únicamente los inventarios de la última parte del reinado de Isabel muestran que tan caros vestidos estaban en su posesión.
Se creía que la prenda fue dada a Bacton por la reina en memoria de Blanche Parry. Parry, de Bacton, era una asistente personal de la reina, y ocupaba los cargos de Jefa de la Cámara Privada de la Reina y Guardiana de las Joyas de Su Majestad. Parry, que nunca se casó, permaneció fiel a Isabel y fue su cortesana más antigua, a su lado durante 56 años.
La tela de altar habría sobrevivido a los siglos ya que fue considerada un objeto sagrado por los feligreses de la Iglesia de Santa Fe en Bacton, donde en 1909, fue enmarcada en roble y montada en la pared sobre los bancos. Cerca está el Monumento a Blanche Parry. Durante 106 años la tela enmarcada permaneció en la pared norte, lejos de la luz solar directa, lo que ayudó a preservar la prenda de la decoloración.

## Redescubrimiento
El Agrimensor de los Cuadros del Rey, Lionel Cust reconoció la importancia de la tela y publicó un artículo en 1918 acerca de su similitud con el traje de Isabel I representado en sus retratos. En 2015, la prenda fue investigada por Ruth Elizabeth Richardson mientras escribía una biografía de Blanche Parry y Lady Troy. Richardson reconoció la rareza y la importancia de la tela. Posteriormente, Eleri Lynn, una conservadora de los Palacios Reales Históricos, cuando estaba investigando un libro sobre la moda Tudor, vio las fotos de Richardson de la tela en línea, y fue a conocer a Richardson. Lynn examinó la tela y descubrió que era de una calidad extraordinariamente alta, mientras que también observó evidencia de patrones de corte que finalmente revelaron que había sido un vestido. Lynn reconoció que es una supervivencia única, siendo la única tela conocida con bordados directos de cualquier museo o colección del mundo.